# Ясиненко, Николай Васильевич

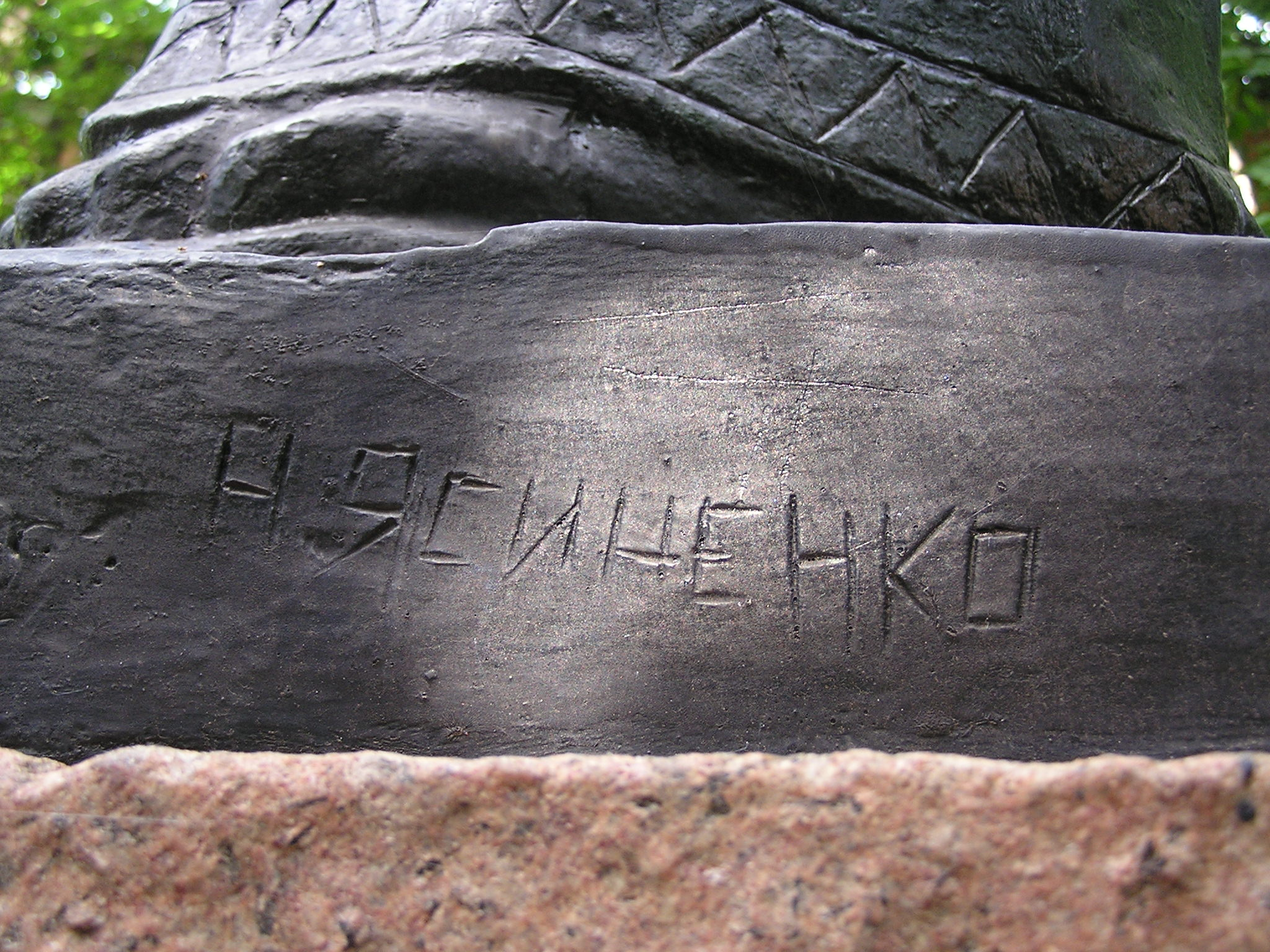
Подпись Николая Васильевича Ясиненко на памятнике Горькому в Донецке

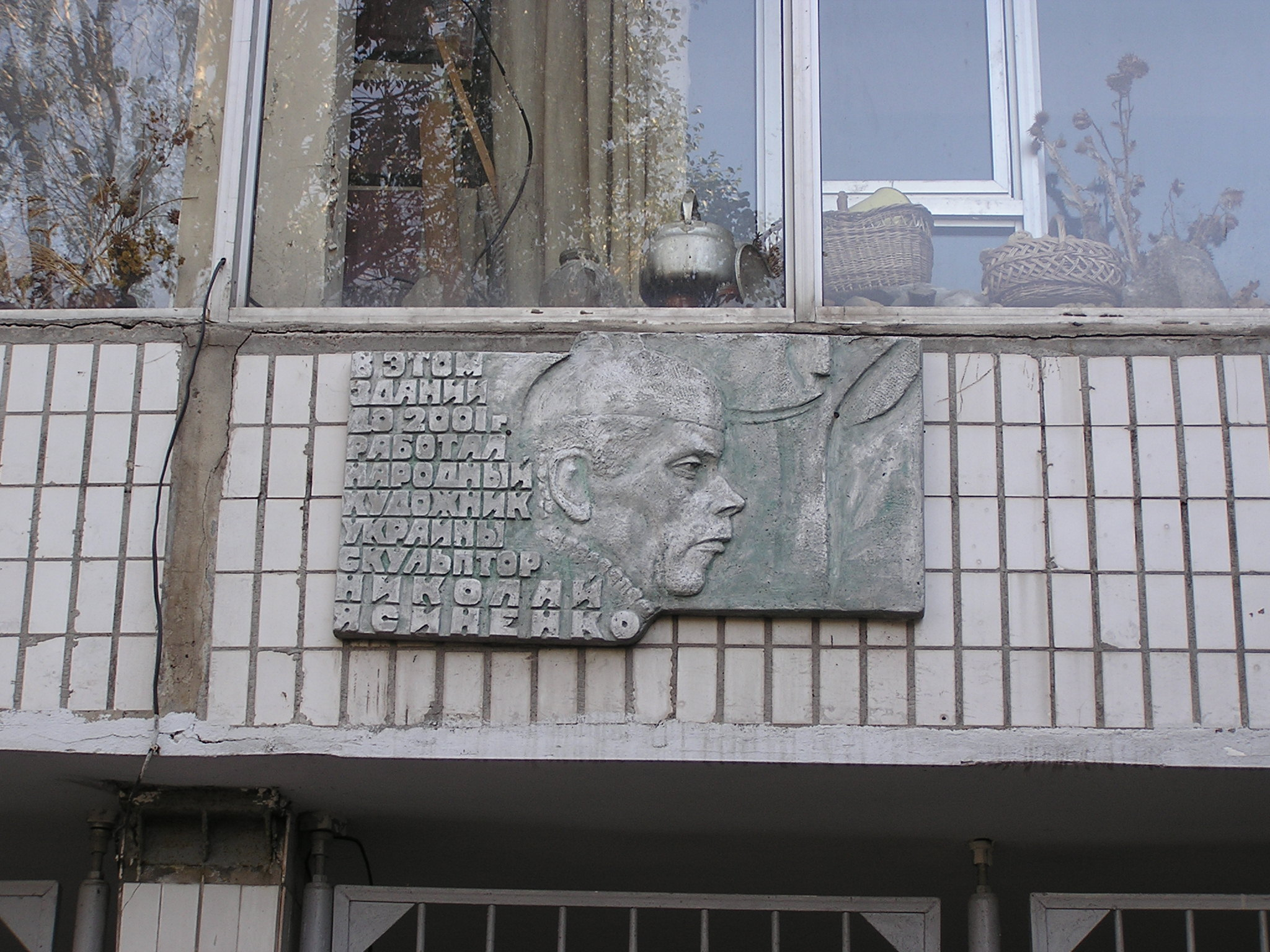
Мемориальная доска в Донецке

Николай Васильевич Ясиненко (5 января 1932 — 16 мая 2001) — Советский и Украинский Донецкий художник, скульптор, Народный художник Украины (1998). Работал в станковой и монументальной скульптуре.

## Биография
Родился 5 января 1932 года в селе Широкино Новоазовского района Донецкой области, в семье рыбака где и вырос.
Учился в Мариупольском техникуме и окончил его в 1952 году. По окончании техникума был направлен работать в Севастополь. В 1953 году поступил в Ростовское художественное училище, окончил его с отличием, поступил в Московский государственный академический художественный институт имени В. И. Сурикова. Занимался в мастерских Николая Томского и Александра Дейнеки. Окончил в 1966 году с отличием. Дипломная работа «Пробуждение» участвовала на XII Всесоюзной выставке дипломных работ.
С 1966 года постоянно жил и работал в Донецке. Регулярно участвовал в областных, республиканских, всесоюзных выставках.
Создал ряд памятников, которые установлены в Донецке, Макеевке, Горловке, Мариуполе, Зугрэсе, Новоазовске, Широкино, Севастополе, Днепропетровской и Херсонской областях. Памятники посвящены Сергею Бубке, Максиму Горькому, Борису Котову, Никите Изотову, Паше Ангелиной, Макару Мазаю, Георгию Седову.
Умер 16 мая 2001 года в подъезде собственного дома. После смерти при участии жены Лидии Григорьевны Ясиненко вышла книга прозы Николая Ясиненко «О былом: Непричёсанные воспоминания».

## Память
На доме, где располагалась мастерская Николая Васильевича Ясиненко 22 мая 2002 года установили мемориальную доску (скульптор Юрий Иванович Балдин).
В собрании Донецкого областного художественного музея хранятся 29 скульптур Николая Васильевича Ясиненко: «Автопортрет» (1991), «Александр Блок» (1978), «Александр Грин» (1995), «Бросающий канат» (1979), «Венера Донецкая» (1988), «Ветеран», 1995), «Геолог» (1968), «Девочка, сидящая на стуле» (1975), «Мука» (1995), «Портрет доктора медицинских наук, профессора Григория Бондаря» (1983), «Портрет металлурга В. Грибиниченко» (1971), «Портрет народной артистки Украины Софии Ротару» (1977), «Порыв» (1980), «Прощальная песня» (1973), «Сережа» (1966), «Сидящий рыбак» (1967), «Элегия. Портрет жены» (1981), «Юность» (1978), «Яся» (1973) и другие.
Также работы Ясиненко экспонируются в мариупольском центре искусств «ARTLUX».
В школе села Широкино открыт музей Николая Ясиненко. Именем Ясиненко названа Широкинская школа.
По эскизу Николая Васильевича Ясиненко скульптор Карлен Калантарян выполнил памятник женщине-матери, который был установлен 10 мая 2003 года на территории Донецкого регионального центра охраны материнства и детства.

## Список памятников работы Ясиненко
| Фото | Название | Дата установки | Место установки                              | Краткое описание |
| ---- | --- | -------------- | -------------------------------------------- | --- |
|      | Мемориал на месте бывшего концлагеря | 1968           | Комсомольское                                | Скульпторы Леонид Артёмович Бринь, Николай Васильевич Ясиненко; архитектор Владимир Степанович Бучек) |
|      | Памятник преподавателям, воспитанникам и сотрудникам Донецкого медицинского института (Памятник медицинским работникам, погибшим в годы Великой Отечественной войны) | 1970           | Донецк, территория медицинского университета | Памятник представляет собой скульптуру стилизованную под древнегреческие изображения. Образ скульптуры символизирует медицину — это женщина-жрица одетая в тунику.                                            |
|      | Памятник жертвам фашизма | 1974, октябрь  | Макеевка, у входа в Пионерский парк          | |
|      | Памятник преподавателям, воспитанникам и сотрудникам Донецкого политехнического института                                                                            | 1977           | Донецк, около корпуса ДонНТУ                 | |
|      | Памятник Максиму Горькому | 1977           | Донецк, территория медицинского университета | Памятник создан совместно с архитектором Владимиром Степановичем Бучеком. Скульптура изображает молодого Алёшу Пешкова, в 1891 году, когда он работал в ремонтной бригаде на железнодорожной станции Славянск |
|      | Памятник Сергею Бубке | 1999           | Донецк, площадь перед РСК «Олимпийский»      | Памятник создан совместно с архитектором Владимиром Степановичем Бучеком. Представляет собой бронзовую скульптуру спортсмена который готовится к выполнению прыжка, высоко держа шест в руках.                |
|      | Памятник рыбаку |                | Широкино                                     | |
|      | Памятник Б. А. Котову |                | Горловка                                     | |
|      | Бюст Калинина |                | Донецк, площадь Калинина                     | архитектор В. Ю. Синоверский |
|      | Монумент погибшим в Великой Отечественной войне «Скорбящая мать» |                | Широкино                                     | |
|      | Мемориал, посвящённый освободителям села Безыменное и односельчанам не вернувшемся с войны                                                                           |                | Безыменное                                   | Скульптурная группа из скорбящих матери, жены и ребёнка отлитая из металла |